# Pierre-Jean-Baptiste Auguis
Pour les articles homonymes, voir Auguis.
Pierre-Jean-Baptiste Auguis, né le 19 octobre 1747 à Melle et mort le 17 février 1810 dans la même ville, est un homme politique français de la Révolution française. 

## Biographie
Issu d’une vieille famille poitevine, Auguis suit une carrière militaire. En 1789, il a atteint le grade de capitaine de dragons. Avec la Révolution, il quitte l’armée et entre dans la magistrature, et devient ainsi président du tribunal de Melle. On lui propose ensuite la charge de procureur général de la Corse, mais il refuse. Il est le père de Pierre René Auguis, député des Deux-Sèvres.

### Mandat à la Législative
La France devient une monarchie constitutionnelle en application de la constitution du 3 septembre 1791. Le même mois, Pierre-Jean-Baptiste Auguis est élu député du département des Deux-Sèvres, le quatrième sur sept, à l'Assemblée nationale législative.  
En avril 1791, il vote pour que les soldats du régiment de Châteauvieux, qui s'étaient mutinés lors de l'affaire de Nancy, soient admis aux honneurs de la séance.   
La monarchie prend fin à l'issue de la journée du 10 août 1792 : les bataillons de fédérés bretons et marseillais et les insurgés des faubourgs de Paris prennent le palais des Tuileries. Louis XVI est suspendu et incarcéré, avec sa famille, à la tour du Temple.  

### Mandat à la Convention
En septembre 1792, Pierre-Jean-Baptiste Auguis est réélu député des Deux-Sèvres, le troisième sur sept, à la Convention nationale.  

Il siège sur les bancs de la Plaine. Lors du procès de Louis XVI, il vote « la détention, et le bannissement à la paix, sous peine de mort ». Lors du deuxième appel nominal, il rejette l'appel au peuple, mais adhère au sursis à l'exécution de la peine :  
La Convention, par son décret, m'a rendu juge : l'appel au peuple serait une mesure dangereuse ; les malveillants, tant intérieurs qu'extérieurs, profiteraient de ce mouvement dans la république, pour y répandre un trouble universel.  
Le 13 avril 1793, il est absent lors du scrutin sur la mise en accusation de Jean-Paul Marat. Le 28 mai, il est également absent lors du scrutin sur le rétablissement de la Commission des Douze.  

#### Le représentant en mission
Le 8 mars, Auguis est envoyé, aux côtés de Jacques-François Bissy (député de la Mayenne), auprès de la section des Invalides. Le 9 mars, il est envoyé en mission aux côtés de Pierre Bourbotte (député de l'Yonne) et de Jean-Louis Carra (député de Saône-et-Loire) dans les départements des Deux-Sèvres et de la Vendée afin d'y accélérer la levée en masse.  
Initialement rappelé le 30 avril, Auguis rejoint l'armée des côtes de la Rochelle. Il est rappelé à la Convention le 19 juillet.  
Avec Jean-Joseph Serres, il est envoyé dans les Bouches-du-Rhône et le Var en fructidor an II (fin août 1794) afin d'épurer les autorités et de surveiller les côtes où Jean-Bon Saint-André est déjà en poste, en rade de Port-la-Montagne. La mission d'Auguis et de Serres est étendue au département de l'Ardèche et s'achève en brumaire an III (novembre 1794), remplacés par Cadroy et Espert. Enfin, en prairial (juin 1795), il est envoyé en mission aux côtés de l'armée des Pyrénées-Orientales.  

#### Acteur de la Convention thermidorienne
Après la crise du 9 thermidor, Auguis s'impose comme l'un des chefs de file de la Convention thermidorienne. Il siège au Comité de Sûreté générale entre le 15 pluviôse (3 février) et le 15 floréal an III (4 mai 1795). Lors de l'insurrection du 12 germinal an III, il est agressé par les émeutiers. Après l'insurrection du 1er prairial, il est chargé du désarmement du faubourg Saint-Antoine.  

### Dans les assemblées du Directoire
Auguis est élu aux deux chambres du Directoire. En brumaire an IV (octobre 1795), il est désigné député des Deux-Sèvres au Conseil des Anciens, en application du « décret des deux-tiers ». Il siège au Comité des Inspecteurs de la Salle aux côtés d'Olivier de Gérente, de Dumas, de Regnier et d'Alquier. Il est tiré au sort pour rester au Conseil au renouvellement de prairial an VI (mai 1798). Il est élu secrétaire du Conseil aux côtés de Dautriche, Jac et Claverie, sous la présidence de Poisson. En prairial an VI (mai 1798), Auguis est désigné membre du Conseil des Cinq-Cents pour trois ans. 

### Sous le Consulat et le Premier Empire
Auguis approuve le coup d'État du 18 brumaire. Il est désigné membre du Corps législatif par le Sénat conservateur. Peu après son élection, il est élu secrétaire aux côtés de Chatry-Lafosse, Dauphole, Duval (de la Seine-Inférieure), sous la présidence de Perrin (des Vosges).